# Ретенција мокраће
Ретенција мокраће или уринарна ретенција један је од функционалних поремећаја мокраћног система који се карактерише немогућношћу пражњења мокраћне бешике или мокрења уз пуну мокраћну бешику, при очуваној функцији бубрега. Може да настане изненада, као акутни поремећај, који ако се не лечи може да поприми хронични карактер. Понекад се мокраћна бешика може толико препунити да и поред потпуне опструкције излаза, долази до парадоксалног цурења мокраће (лат. ischuria paradoxa) или „преливања“ мокраће коју болесник не може да контролише. Парадоксално цурење мокраће неискусан дијагностичар понека може заменити са инконтиненцијом (код које, за разлику од ретенције, мокраћа стално цури, а бешика је празна).

## Епидемиологија
Морбидитет
Учесталост ретенција мокраће, изазваних променом у доњем делу мокраћног система, креће се око 15 случајева на 1.000 особа.
Акутна ретенција мокраће релативно је редак функционални поремећај, са кумулативном инциденцом од 2% код особа мушког пола до пете година старости, изазвана бенигним увећањем простате.
Хидронефроза због урођених аномалија релативно је чест поремећај. Пренатално, код 1 случаја на 100 фетуса ултразвуком се дијагностикује хидронефроза - као последица, урођене аномалија мокраћног тракта која је у 8,3% случајева изазване опструкцијом мокраћовода.
Старост
Код старијих мушкараца, ретенција мокраће  је релативно честа појава због увећања простате:
- У старосној доби од 45-49 година, ретенција мокраће јавља се у просеку у 3 случаја на 1.000 становника и наставља да расте са старошћу.
- У старосној доби од 75-79. година, ретенција мокраће јавља се у просеку у 38 случајева на 1.000 становника.[4]

Полне разлике
Код мушкараца, опструкција мокраћног тракта најчешће је последица бенигног увећања простате или сужења уретре.
Код жена, она може да настане као последица тумора карлице (посебно гинеколошких), пролапса карличних структура, или  током трудноће. 
Урођене препреке у уретри чешће су код дечака, посебно оне на задњем уретралном сфинктеру.

## Етиологија
Ретенција мокраће једно је честих ургентних стања, а главни разлози за њен настанак су:
- бенигна хиперплазија простате (БХП),[5]
- карцином простате (ређе)
- стеноза врата мокраћне бешике, која може настати као последица уретралне стенозе
- склерозе врата мокраћне бешике
- калкулозе мокраћне бешике и калкулоза уретре,[6]
- конгениталне аномалија уретре (валвуле, дивертикулум),
- опструктивна нефропатија,
- стенозе спољашњег меатус уретре
- тешке стенозантне фимоза
- карцинома уретре,
- карцинома пениса
- траума уретре и мале карлице
- након оперативног захвата (после уролошких или абдоминалних оперативних захвата)
- након траума или операција кичменог стуба
- дијабетесна кетоацидоза
- након терапеутских зрачења

### Ретенција мокраће према узроку
Ретенција мокраће, према узорку који их је изазвао може се поделити на:
Механичке (опструктивне)
Узрок ове ретенције је најзаступљенији у пракси и чине их највећи број напред наведених узрока.
Динамичке (функционалне).
Динамички узроци ретенције представљају, лезије центара за мокрење (оштећења коре мозга, кичмене мождине, ганглиона симпатикуса и парасимпатикуса - тзв.„неурогена бешика“).

## Клиничка слика
Акутна ретенције мокраће
Симптоми акутне ретенције мокраће карактеришу се:
- Снажним нагоном на мокрење, при чему мокраћа не излази из мокраћовода, или се излучује у незнатној количини.
- Повременим осећајем бола у доњем делу трбуха. Бол постаје јачи кад се болесник креће, или се излаже неком физичком напору, у покушај да изазове мокрење.
- Појавом неспецифичних симптома, у зависности од пола и узраста, чије манифестације зависе од узрока који је изазвао ово стања.
- Појавом вагиналног секрета код жена или секрета из уретре код мушкараца.
- Мучнином, повраћањем, главобољом.
- Наглим порастом крвног притиска.
- Порастом телесне температуре.
- Визуелним уочавањем у доњем делу трбуха протрузије предњег трбушног зида, изазване пуном мокраћном бешиком.
- Болном осетљивошћу у доњем делу трбуха, на који се пацијент жали током палпације трбуха.

Често болесници који пате од акутне ретенције мокраће, наводе да су пре појаве сметњи, прво осетили споро и отежано мокрили, мале количине мокраће.
Хронична ретенције мокраће
Код неких болести, ретенције мокраће у мушкараца и жена може довести до развоја дуготрајног поремећаја у мокрењу, што захтева вишегодишњу примену катетера. Такво стање често прелази временом у хронично и омета нормалан живот болеснику. Као последица може се развити стагнација мокраће у мокраћном систему, честе инфекције мокраћних путева и други бројни пратећи поремећаји у нормалном функционисању бубрега.
Ако ово стање траје дуже време, код болесника може настати хронично и изражено истезање мишићног зида мокраћне бешике и њених сфинктера, са пратећом атонијом бешике.

## Дијагноза
Дијагноза ретенције мокраће установљава се једноставно на основу анамнезе, физичког прегледа и ултрасонографије.
Анамнеза
Болесник у анамнези наводи да је мокрење нагло престало и даје податак о дужини трајања ретенције.
Физички преглед
Болесник осећа болове у пределу мокраћне бешике, која је осетљива на истезање и палпацију. Како се бешика препуњава, све лакше се препознаје округла тумефакција у супрапубичном региону, која представља тзв. лат. globus vesicalis. 
Уколико се перкутује трбух оваквог пацијента, изнад мокраћне бешике добија се потмулост, а ако се ради о илеусу изнад паретичних црева звук је тимпаничност, што је од диференцијално дијагностичког значаја.
Ретенција се може доказати и ректалним тушеом, који може помоћи и у откривању разлога опструкције (нпр. бенигно увећање простате), али се код тежих ретенција не добијају прави утисци о простати при дигиторекталним прегледу.
Ултрасонографија
Ултразвучни преглед веома брзо и лако разрешава све сумње у овај поремећај.

## Терапија
- Акутна ретенција мокраће захтева пласирање уринарног катетера.
- Саветује се смањен унос течности, избегавање кофеина, алкохолних пића и јако зачињене хране.
- Медикаментна терапија подразумева употребу алфа блокатора и инхибитора 5-алфа редуктазе.[8]
- Хируршко лечење даје добре резултате јер се све више нуде мање инвазивне опције у поређењу са стандардном трансуретралном ресекцијом простате (ТУРП), као што је трансуретрална микроталасна термотерапија,[9] или различити облици примене ласера.[10]

## Компликације
Компликације настале ретенцијом мокраће од стране мокраћног система карактеришу се:
- инфекцијом (циститис, пијелонефритис, формирање апсцеса и сепса),
- екстравазација мокраће,
- отварање мокраћних фистула,
- бубрежне инсуфицијенције или потпуни отказ функција бубрега
- дисфункција мокраћне бешике,
- присуство хроничног бола.

## Прогноза
Прогноза зависи од узрока, локације, тежине и дужине трајања опструкције. Лоши прогностички фактори су они:
- који дуже трају,
- доводе до тежих облика опструкције,
- изазивају пратеће инфекције.